# Penicillium ochrochloron
Penicillium ochrochloron Biourge – gatunek grzybów z rodziny Aspergillaceae. Jest jednym z wielu gatunków Penicillium (pędzlaków) wywołujących chorobę o nazwie penicilioza cebul (zgnilizna pędzlakowa).

## Systematyka i nazewnictwo
Pozycja w klasyfikacji według Index Fungorum: Penicillium, Aspergillaceae, Eurotiales, Eurotiomycetidae, Eurotiomycetes, Pezizomycotina, Ascomycota, Fungi.
Po raz pierwszy opisał go Philibert Melchior Joseph Ehi Biourge w 1923 roku.

## Morfologia i rozwój
Penicillusy zmienne, przeważnie monowertycjoidalne, ze zwartym okółkiem 2–6 typowo przylegających (w małych penicillusach nieco rozbieżnych) metuli, ale także proste, rzadziej diwertycjoidalne z terminalnym okółkiem metuli i 1–2 dolnymi rozgałęzionymi metulami; czasami z fialidami i metulami w jednym skupisku lub z dwoma skupiskami fialid jeden nad drugim. Ramiona o długości do 500 µm i szerokości 2–3 µm, ze ściankami chropowatymi, sporadycznie mocno inkrustowanymi, niektóre z nich gładkie lub prawie gładkie. Metule 10–25 × 2–3,5 µm, chropowate lub gładkie. Fialidy w skupiskach po 2–10, zazwyczaj o równoległym zasięgu, 8–12 × 2–2,5 µm, z prawie cylindryczną podstawą i widoczną, wąską szyjką o różnej długości; czasami 1 lub 2 z nich proliferują. Konidia 2,5–4 × 1,8–2,7 µm, powstające w długich, początkowo równoległych, później splątanych łańcuchach, od szeroko lub silnie elipsoidalnych z jednym końcem wierzchołkowym do wrzecionowatych, ze ściankami gładkimi, drobno lub silniej chropowatymi, czasami wykazującymi poprzeczne prążki, z wiekiem bladobrązowe. Według Thoma tworzą się sklerocja „białe do różowych, 150–200 µm średnicy”, jednak w hodowlach prowadzonych przez Stolka i Samsona dobrze rozwinięte sklerocja nie są obserwowane; w jednym tylko szczepie obserwowano bardzo zredukowane sklerocje.
Kolonie na podłożu Czapeka rosną szybko, osiągając 5–8,5 cm, na MEA 6–9 cm średnicy w ciągu 2 tygodni w 25 °C. Obszary zarodnikujące niebieskozielone lub szarozielone. Grzybnia powietrzna kremowa, żółta lub łososiowa, czasami biała. Rewers kolonii na podłożu Czapeka żółty, różowa, łososiowy lub pomarańczowy, czasami z wiekiem staje się zielonkawo-żółty lub brązowy.